# Smilov Laz
Smilov Laz (izvirno srbsko Смилов Лаз) je naselje v Srbiji, ki upravno spada pod Mesto Novi Pazar; slednja pa je del Raškega upravnega okraja.

## Demografija
V naselju, katerega izvirno (srbsko-cirilično) ime je Смилов Лаз, živi 8 polnoletnih prebivalcev, pri čemer je njihova povprečna starost 62,9 let (61,7 pri moških in 64,8 pri ženskah). Naselje ima 4 gospodinjstev, pri čemer je povprečno število članov na gospodinjstvo 2,00.
To naselje je popolnoma srbsko (glede na rezultate popisa iz leta 2002).
|  |

| Demografija | Demografija     | Demografija     |
| Leto        | Št. prebivalcev | Št. prebivalcev |
| ----------- | --------------- | --------------- |
|             |                 |                 |
|             |                 |                 |
|             |                 |                 |
|             |                 |                 |
| 1948        | 115             |                 |
| 1953        | 130             |                 |
| 1961        | 106             |                 |
| 1971        | 67              |                 |
| 1981        | 33              |                 |
| 1991        | 19              | 19              |
| 2002        | 8               | 8               |
|             |                 |                 |

| Etnična sestava po popisu iz leta 2002 | Etnična sestava po popisu iz leta 2002 | Etnična sestava po popisu iz leta 2002 | Etnična sestava po popisu iz leta 2002 | Etnična sestava po popisu iz leta 2002 |
| -------------------------------------- | -------------------------------------- | -------------------------------------- | -------------------------------------- | -------------------------------------- |
| Srbi                                   | Srbi                                   |                                        | 8                                      | 100,0%                                 |
| Neznano                                | Neznano                                |                                        | 0                                      | 0,0%                                   |